# Behemoth (музичка група)
Бехемот (у оригиналу Behemoth) је пољски дет метал бенд из Гдањска.

## О бенду
Бенд је основан 1991. у Гдањску, а оснивачи су Нергал (вокали, гитара), Баал (бас-гитара) и Десекрејтор (бубњеви). У почетку су изводили блек метал са паганском тематиком, али од трећег албума све више су се кретали ка дет металу.
Уз бендове Вејдер и Дикапитејтид, Бехемот се сматра оснивачем пољске сцене екстремног метала.

## Садашња постава
- Адам „Нергал“ Дарски - вокали, гитара
- Томаш „Орион“ Вроблевски - бас
- Збигњев Роберт „Инферно“ Промињски - бубњеви
- Патрик „Сет“ Штибер - гитара

## Дискографија
Студијски албуми:
- (1995)
- (1996)
- (1998)
- (1999)
- .6 (2000)
- (2002)
- (2004)
- (2007)
- (2009)
- (2014)
- (2018)
- (2022)
- The Shit ov God (2025)

ЕП (и-пи):
- (1993)
- (1997)
- (2001)
- (2003)
- (2005)
- (2008)

Live-албум:
- (2008)

Демои:
- (1992)
- (1992)
- (1993)